# نو¹ آتش‌دان
نو¹ آتش‌دان یک ستاره است که در صورت فلکی آتشدان قرار دارد.